# Greenhouse Item
L'Opération Greenhouse Item est un essai nucléaire américain réalisé le 25 mai 1951, dans le cadre de l'Opération Greenhouse sur les Pacific Proving Grounds, spécifiquement sur l'île d'Engebi dans l'atoll d'Enewetak, au centre de l'océan Pacifique central. Cette explosion d'essai est le deuxième essai d'une bombe à fission dopée, la deuxième occurrence de fusion thermonucléaire artificielle, faisant suite à l'essai Greenhouse George du 9 mai.

## Description
Lors de cet essai, un gaz de deutérium-tritium (D-T) est injecté dans le cœur d'uranium enrichi d'une bombe à fission nucléaire. La chaleur extrême de la bombe en fission produit des réactions de fusion thermonucléaire au sein du gaz D-T, mais pas en quantité suffisante pour être considérée comme une bombe à fusion nucléaire complète. Cette réaction de fusion libère un grand nombre de neutrons libres, ce qui augmente considérablement l'efficacité de la réaction de fission nucléaire. La puissance explosive de cette bombe est de 45,5 kt, environ deux fois la puissance de la bombe non dopée.
L'engin porte le nom de code « Booster » durant ses phases de développement, un nom pour le mécanisme inventé par Edward Teller en septembre 1947. Sa planification commence à la fin des années 1940. Selon le chercheur Chuck Hansen, il est mentionné dans les documents officiels de la Commission de l'énergie atomique des États-Unis dès 1947. Les principaux problèmes de développement consistent à apporter des modifications au cœur de fission pour qu'il accepte correctement le gaz sans réduire sa propre efficacité. L'essai de 1951 vise principalement à tester les principes nucléaires impliqués et à obtenir des données de recherche, et il n'est pas considéré comme la conception d'un engin militarisable. Même tardivement, en 1954, aucune arme dopée n'entre dans l'arsenal d'armes nucléaires, et la seule utilité de l'essai nucléaire Greenhouse Item réside dans ses résultats de recherche.
L'engin « Booster » explose à 6 h 17 le 25 mai 1951, depuis une tour de tir de 200 pi (61 m) de haut sur l'île d'Engebi dans l'atoll d'Enewetak, et son combustible de fusion est injecté au moyen d'une pompe cryogénique située à la base de la tour.

## Galerie

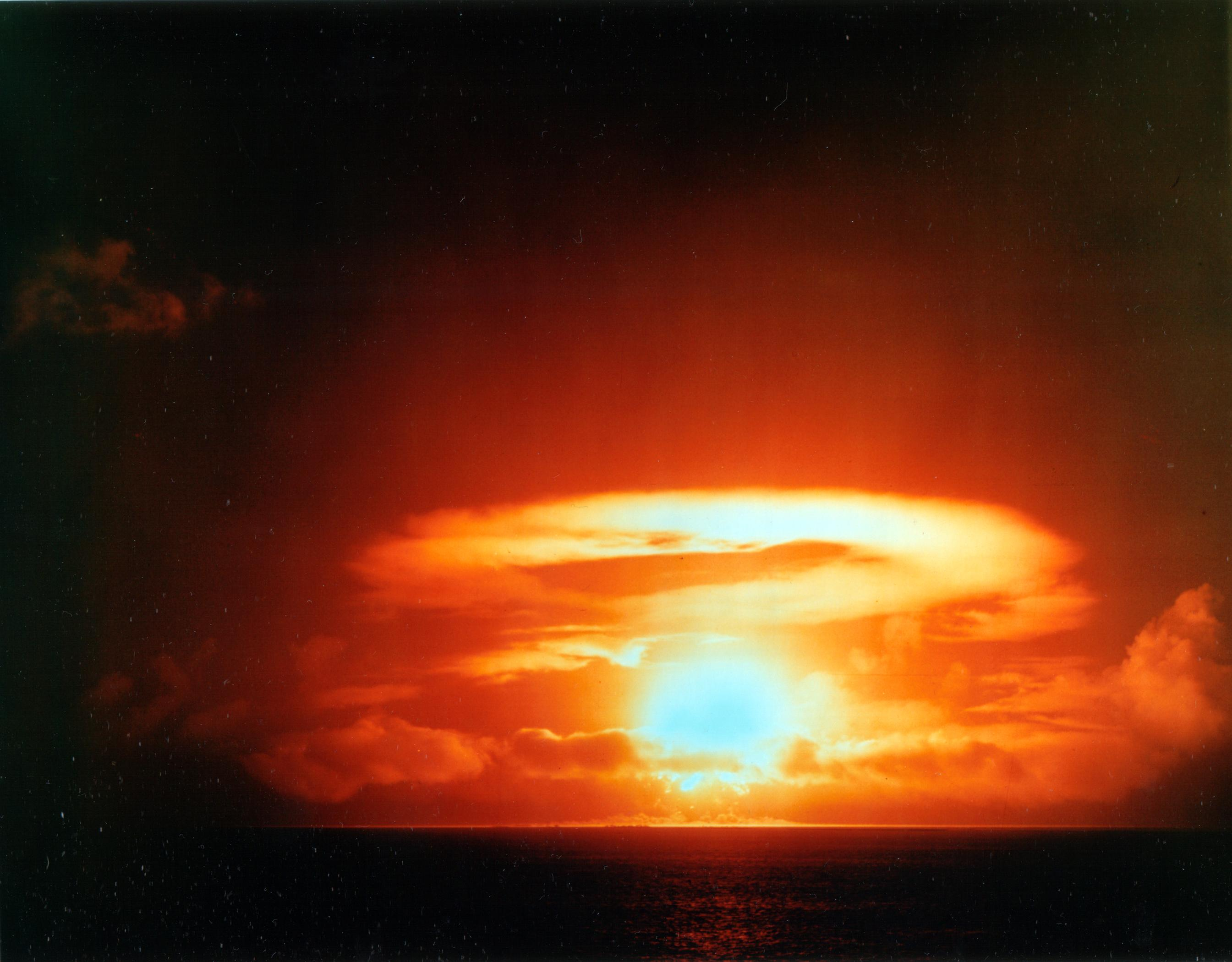
Boule de feu d'« Item ».
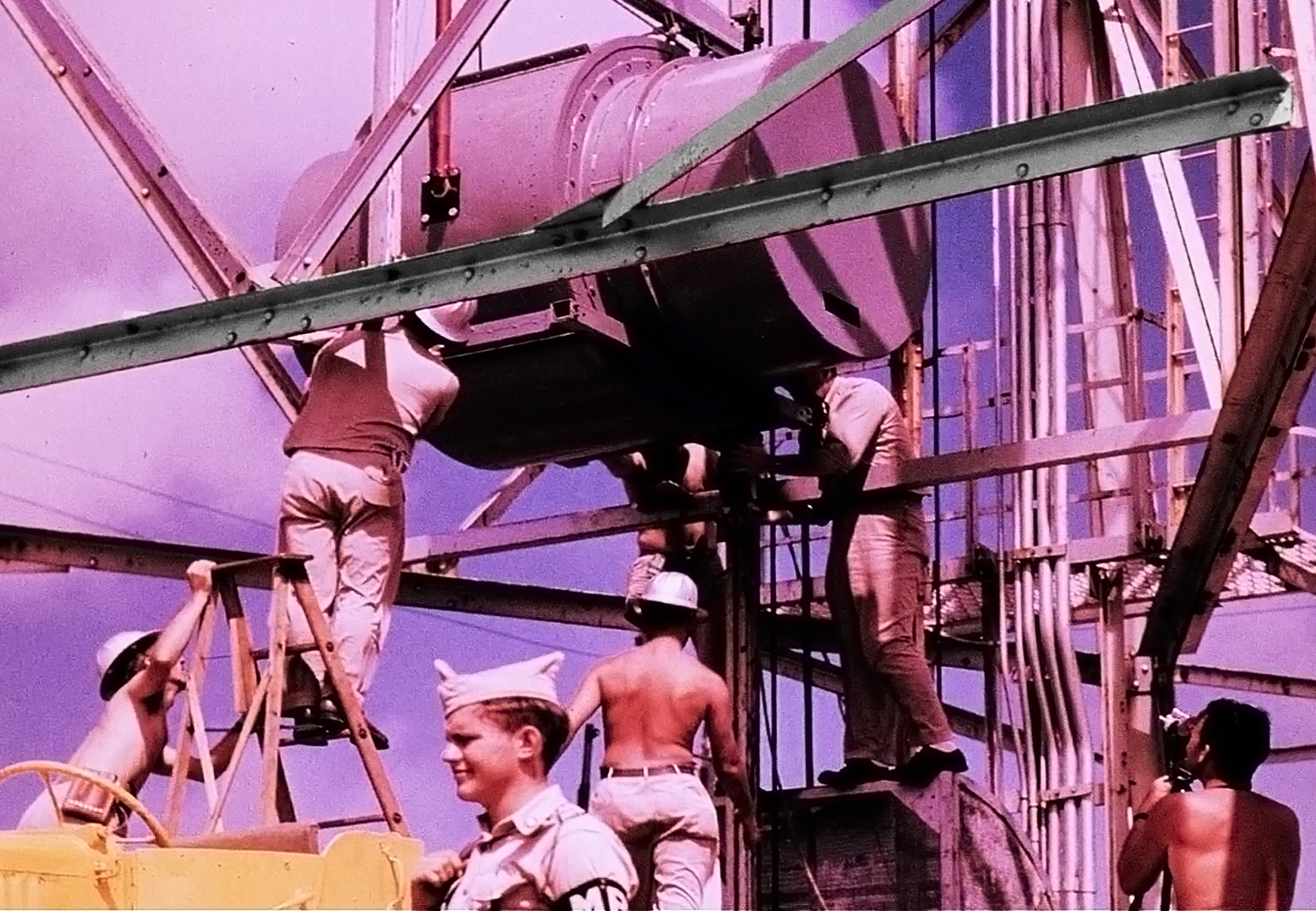
L'engin est hissé vers sa tour de tir.
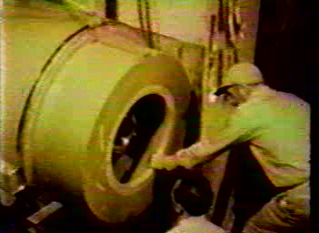
Préparation du « booster » pour l'essai.
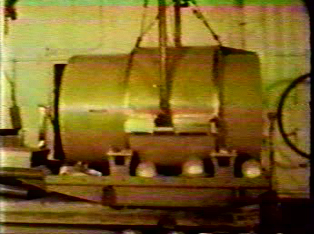
L'enveloppe d'« Item ».